# Jonas et Lila, à demain
Jonas et Lila, à demain è un film del 1999 diretto da Alain Tanner.